# Кубок Ліхтенштейну з футболу 1961—1962
Кубок Ліхтенштейну з футболу 1961—1962 — 17-й розіграш кубкового футбольного турніру в Ліхтенштейні. Титул здобув Вадуц.

## Попередній раунд
| Команда 1 | Рахунок | Команда 2 |
| --------- | ------- | --------- |
| Трізен    | 9–1     | Ешен      |
| Руггелль  | 2–4     | Бальцерс  |

## 1/2 фіналу
| Команда 1 | Рахунок | Команда 2 |
| --------- | ------- | --------- |
| Вадуц     | 8–1     | Трізен    |
| Бальцерс  | 1–3     | Шан       |

## Матч за 3-є місце
| Команда 1 | Рахунок | Команда 2 |
| --------- | ------- | --------- |
| Трізен    | 3–2     | Бальцерс  |

## Фінал
| 19 серпня 1962 |

| Вадуц | 4–0 | Шан |
| ----- | --- | --- |
|       |     |     |

| Шан |